# Wolfgang Schmieder

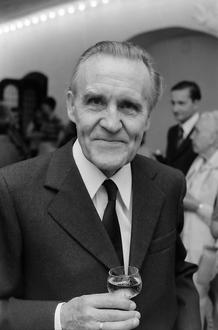
Wolfgang Schmieder

Wolfgang Schmieder (* 29. Mai 1901 in Bromberg, Provinz Posen; † 8. November 1990 in Freiburg im Breisgau) war ein deutscher Bibliothekar und Musikwissenschaftler, bekannt für sein Bach-Werke-Verzeichnis (BWV).

## Leben
Schmieder studierte Musikwissenschaft, Literaturgeschichte und Kunstgeschichte an der Universität Heidelberg, wo er 1927 promoviert wurde und bis 1930 als Assistent am Musikwissenschaftlichen Institut tätig war. 1931 legte er die Bibliothekarsprüfung in Leipzig ab und arbeitete dann als Bibliothekar an der Bibliothek der TH Dresden. Von 1933 bis 1942 war er Archivar und Musikbibliothekar beim Verlag Breitkopf & Härtel in Leipzig. Von 1942 bis zu seiner Pensionierung 1963 arbeitete er in Frankfurt am Main an der Stadt- und Universitätsbibliothek, die 1943 bei Luftangriffen durch Fliegerbomben zerstört wurde. Seit 1946 war er Leiter von deren neu gegründeter Musikabteilung. Anschließend lebte er bis zu seinem Tode in Freiburg im Breisgau.
Bekannt ist Schmieder vor allem für das von ihm geschaffene Bach-Werke-Verzeichnis (BWV), das er zwischen 1946 und 1950 erstellte, in dem er die Werke Johann Sebastian Bachs katalogisierte. Das Bach-Werke-Verzeichnis ist seitdem zu einem praktisch weltweiten Standard bei Musikern und Liebhabern geworden.

## Publikationen
- Der andere Beethoven. Aus den Papieren eines alten Geschäftsarchivs, in: Allgemeine Musikzeitung, Jg. 63, Nr. 42 vom 16. Oktober 1936, S. 642–645
- Hummel-Dokumente eines alten Musikverlagsarchivs, in: Allgemeine Musikzeitung, Jg. 64 (1937), S. 608f.
- Musik. Alte Drucke bis etwa 1750, 2 Bände, Klostermann, Frankfurt am Main 1967 (= Kataloge der Herzog-August-Bibliothek Wolfenbüttel, Band 12 und 13).